# شوانکو
شوانکو (به لاتین: Xuankou) یک شهرک در جمهوری خلق چین است که در ونچوان واقع شده‌است. شوانکو ۳۹٫۶۴ کیلومتر مربع مساحت و ۱۲٬۰۰۰ نفر جمعیت دارد.